# Чжан Ялі
Чжан Ялі (24 лютого 1964) — китайська академічна веслувальниця.
Бронзова призерка Олімпійських Ігор 1988 року в складі вісімки.